# Kingston upon Hull North

Carte de la circonscription de Kingston-upon-Hull North - 2007.

La circonscription de Kingston upon Hull North  est une circonscription située dans le East Yorkshire, et représentée à la Chambre des communes du Parlement britannique depuis 2005 par Diana Johnson du Parti travailliste.